# Sendang Laok
Sendang Laok is een bestuurslaag in het regentschap Bangkalan van de provincie Oost-Java, Indonesië. Sendang Laok telt 1152 inwoners (volkstelling 2010).